# Zopf

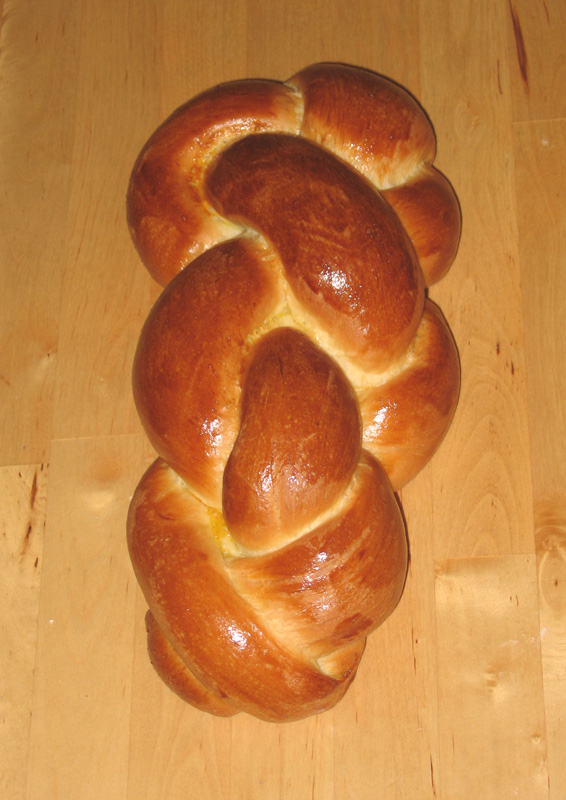
Zopf.

Zopf är ett typiskt schweiziskt flätat, mjukt vitt bröd. Det är även vanligt i Österrike och Sydtyskland.
Zopf görs på vetemjöl, jäst, smör och mjölk och har god hållbarhet. Traditionellt utgörs flätan av två utrullade degsträngar som läggs i kors. Därigenom erhålls fyra ändar som sedan flätas till en form liknande en avsmalnande limpa. Innan brödet gräddas i ugn penslas degen med ägg uppblandat med salt för att ge en glansig yta på flätan (brödet).
Flätan skärs i skivor och äts traditionellt på söndagar med smör och honung eller sylt till frukost och gärna rostad.